# Municipio de Troy (Dakota del Norte)
El municipio de Troy (en inglés: Troy Township) es un municipio ubicado en el condado de Divide en el estado estadounidense de Dakota del Norte. En el año 2010 tenía una población de 45 habitantes y una densidad poblacional de 0,48 personas por km².

## Geografía
El municipio de Troy se encuentra ubicado en las coordenadas 48°51′29″N 103°23′19″O / 48.85806, -103.38861. Según la Oficina del Censo de los Estados Unidos, el municipio tiene una superficie total de 93.14 km², de la cual 89,04 km² corresponden a tierra firme y (4,4 %) 4,1 km² es agua.

## Demografía
Según el censo de 2010, había 45 personas residiendo en el municipio de Troy. La densidad de población era de 0,48 hab./km². De los 45 habitantes, el municipio de Troy estaba compuesto por el 97,78 % blancos y el 2,22 % eran de una mezcla de razas. Del total de la población el 2,22 % eran hispanos o latinos de cualquier raza.